# 자동화기

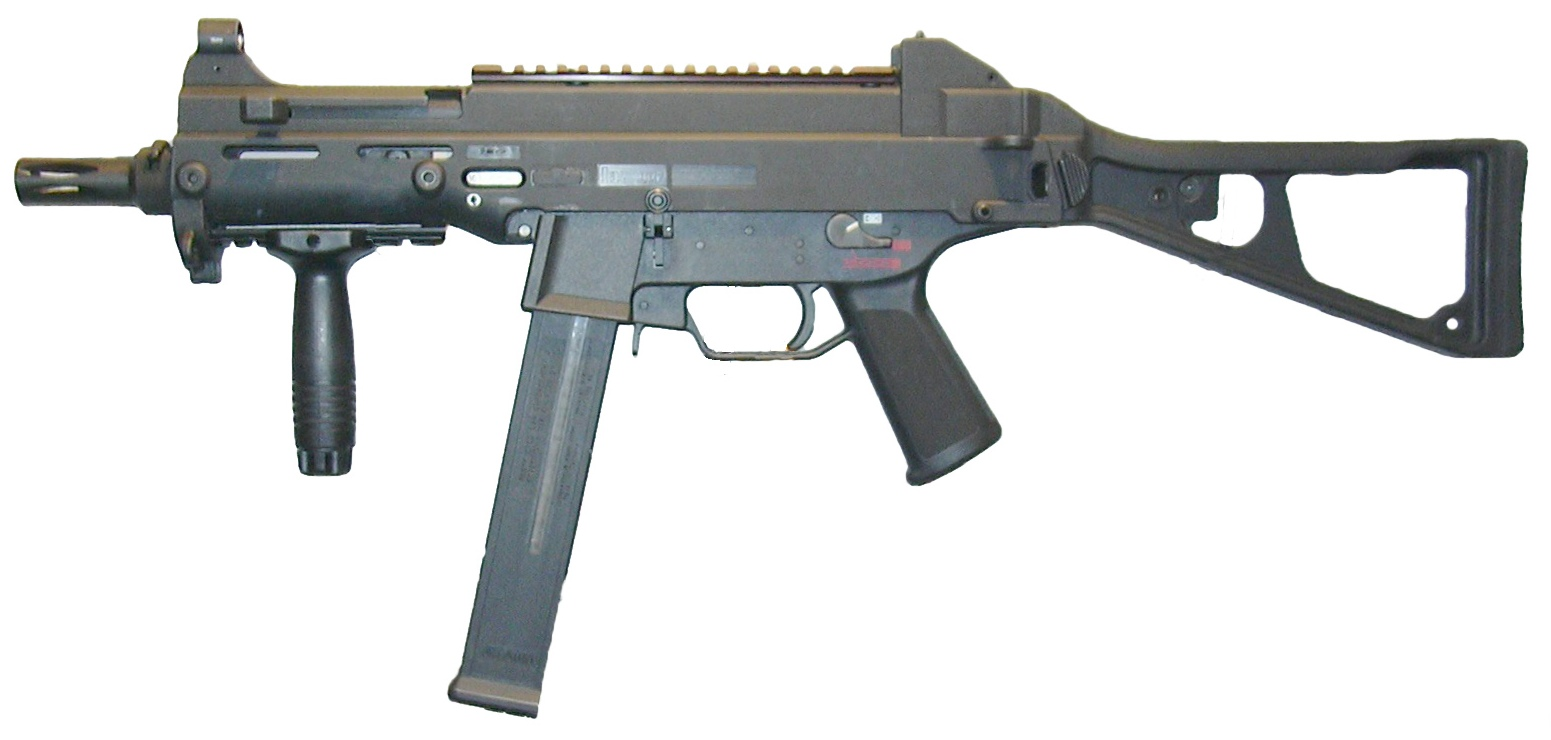

자동화기(自動火器)는 보통 방아쇠를 당기고 있으면 재장전과 발사가 계속적으로 이루어지는, 연발사격이 가능한 화기를 말한다.
작동원리로는 가스 작동식(gas operation), 블로우백(blowback), 반동이용식(recoil operation) 등이 있다.

## 자동화기의 종류
- 기관포 (Autocannon)
- 기관총 (Machine gun)
- 경기관총 (Light machine gun)
- 중기관총 (中) (Medium machine gun)
- 중기관총 (重) (Heavy machine gun)
- 다목적기관총 (General purpose machine gun)
- 분대지원화기 (Squad automatic weapon)
- 돌격소총 (Assault rifle)
- 기관단총 (Submachine gun)
- 기관권총 (Machine pistol)

## 참고 서적
- 홍희범 - 알기쉬운 총 이야기
- Margiotta Brassey's Encyclopedia of Land Forces and Warfare
- Julian S Hatcher Hatcher's Notebook